# Дрізд-короткодзьоб андійський
Дрізд-короткодзьоб андійський(Catharus maculatus) — вид горобцеподібних птахів родини дроздових (Turdidae). Поширений у Південній Америці.

## Таксономія
Дрізд-короткодзьоб андійський був вперше описаний у 1858 році Філіпом Склейтером як Malacocichla maculatus. У 1879 році таксон був включений як підвид дрозда-короткодзьоба строкатогрудого як Cantharus dryas maculatus. У 2017 році на основі філогенетичного аналізу мітохондріальної ДНК, морфометричних і вокальних аналізів даних, а також моделювання екологічних ніш було підтверджено, що його слід знову розглядати як окремий вид.

## Поширення
Цей птах живе в тропічних і субтропічних середовищах, у вологих лісах і гірських джунглях на схилах Анд. Він поширений із Західної Венесуели, через Центральну Колумбію, Центральний та Західний Еквадор, Центральне Перу та Болівію до північного заходу Аргентини.

## Опис
Птах середнього розміру, завдовжки 16 см. Ноги мають яскраво-оранжевий колір, який також присутній у дзьобі та навколоочному кільці, що контрастує з чорним оперенням майже всієї голови, за винятком горла, яке жовтувате з чорнуватими смугами; спина оливково-бура; груди і живіт мають жовте тло, на якому контрастують рясні чорнуваті плями, ширші до боків.
Наявність чорних плям на горлі дозволяє відрізнити його від подібного виду Catharus dryas.

## Спосіб життя
Харчується в основному у лісовій підстилці джунглів, перегортаючи листя в пошуках їжі, яка складається з безхребетних, до яких інколи додає фруктів. Через свою похмуру поведінку та через те, що він часто відвідує густий підлісок, його погано видно, тому його виявляють переважно за вокалізацією. Він має неміграційні звички, будучи звичайним мешканцем гірських лісів.